# جدل حساب التفاضل والتكامل بين لايبنتس ونيوتن

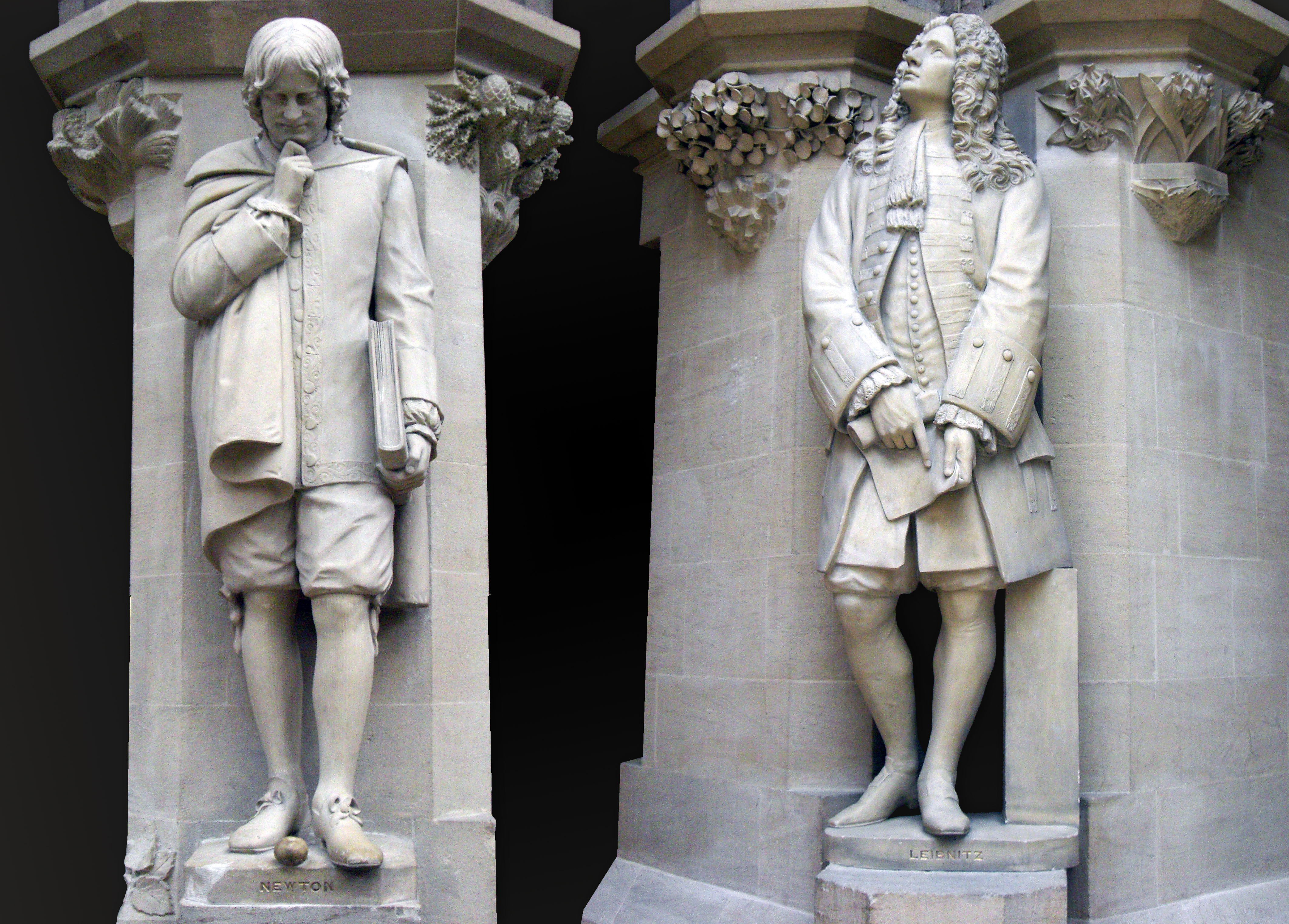
تماثيل إسحاق نيوتن وجوتفريد فيلهلم لايبنتز في باحة متحف جامعة أكسفورد للتاريخ الطبيعي ، كلية

في تاريخ حساب التفاضل والتكامل ، كان الجدل حول حساب التفاضل والتكامل (بالإنجليزية: "the calculus controversy")، ترجمة حرفية 'الجدل الحسباني'‏) (بالألمانية: Prioritätsstreit)‏ كان جدالاً بين علماء الرياضيات إسحاق نيوتن وجوتفريد فيلهلم لايبنتز حول من هو أول من اخترع حساب التفاضل والتكامل . كان هذا السؤال بمثابة جدل فكري كبير، بدأ يغلي في عام 1699، ثم اندلع بكامل قوته في عام 1711. كان لايبنتز قد نشر أعماله أولاً، لكن أنصار نيوتن اتهموا لايبنتز بسرقة أفكار نيوتن غير المنشورة. توفي لايبنتز في حالة من الاستياء في عام 1716 بعد أن أصبح راعيه، الناخب جورج لودفيج هانوفر ، الملك جورج الأول ملك بريطانيا العظمى في عام 1714. أجمع المؤرخون الحديثون أن الرجلين طورا أفكارهما بشكل مستقل.
قال نيوتن إنه بدأ العمل على شكل من أشكال حساب التفاضل والتكامل (الذي أسماه " طريقة التدفقات والطلاقات") في عام 1666، عندما كان عمره 23 عامًا، لكنه لم ينشره إلا كتعليق بسيط في الجزء الخلفي من أحد مؤلفاته. تم نشره بعد عقود من الزمن (تُنشر الآن مخطوطة نيوتن ذات الصلة بتاريخ أكتوبر 1666 ضمن أوراقه الرياضية  ). بدأ جوتفريد لايبنتز العمل على نسخته المختلفة من حساب التفاضل والتكامل في عام 1674، وفي عام 1684 نشر أول بحث له يستخدمه، " Nova Methodus pro Maximis et Minimis". نشر لوبيتال نصًا عن بحث لايبنتز في عام 1696 (عَقب فيه أن Principia نيوتن عام 1687 كان "كل شيء تقريبًا يتعلق بحساب التفاضل والتكامل"). وفي الوقت نفسه، نيوتن، على الرغم من أنه شرح طريقته (الهندسية) لحساب التفاضل والتكامل في القسم الأول من الكتاب الأول من Principia في عام 1687،  لم يشرح تدوينه التدفقي النهائي لحساب التفاضل والتكامل  في الطباعة حتى عام 1693 (جزئيًا) و1704 (بالكامل).
كان الرأي السائد في القرن الثامن عشر ضد لايبنتز (في بريطانيا، وليس في العالم الناطق باللغة الألمانية). اليوم، هناك إجماع على أن لايبنتز ونيوتن اخترعا ووصفا حساب التفاضل والتكامل بشكل مستقل في أوروبا في القرن السابع عشر.